# Джюлюс
Джюлюс (тур. Cülûs; от араб. جلوس ‎ — «сидение» как процесс) — тронная церемония в Османской империи, первый из церемониальных обрядов в процессе возведения султана на трон. Происходила как можно быстрее после смерти предыдущего султана, смысл церемонии в принесении оммажа султану представителями трёх групп: улемов, войск и чиновников. Похоронами предыдущего султана руководил новый султан после церемонии джюлюс. Церемония имеет тюркские и арабские корни. Введена в Османской империи Баязидом I после смерти султана Мурада I на Косовом поле.

## История
До XIX века наследник престола не определялся во время правления его предшественника. Все представители династии мужского пола и происходившие по мужской линии имели право на престол. Султан управлял Османской империей при поддержке трёх могущественных групп: государственных чиновников, улемов (религиозных учёных) и военных. Когда умирал султан, тот принц, которого эти группы считали наиболее подходящим, мог взойти на трон. Наличие оппозиции среди этих групп могло не дать наследнику править. Например, после смерти Мехмеда II претендовали на трон Баязид II и Джем. По традиции до начала XVII века (до Мехмеда III) все сыновья султана направлялись после обрезания в провинции для получения опыта управления, а после смерти отца султаном становился тот, кто прибывал в Стамбул первым. Гонец, посланный к Джему великим визирем Караманлы Мехмедом-пашой был перехвачен, группировка военных взяла под свой контроль дороги и морские пути, и Джем не смог прибыть в Стамбул. Султаном стал Баязид.
Церемония джюлюс проводилась как можно скорее: если предыдущий султан умер, то церемония проводилась до похорон, если же предыдущий султан был свергнут, церемония проводилась в течение нескольких часов после свержения. Было необходимо зафиксировать законность нового султана во избежание смут. После церемонии джюлюс новый султан давал приказ об удушении братьев. Согласно так называемому закону Фатиха, содержащемся в кодексе Мехмеда II: «Тот из сыновей султана, который взойдёт на трон, может убить своих братьев ради целостности империи» (Her kirnesneye eviadımdan saltanat müyesser ola, karındaşların nizam-ı alem için katietmek münasiptir. Ekser-i ulema dahi tecviz etmiştir. Anınla amil olalar). Традиция братоубийства поддерживала стабильность Османской империи.
Обряд имеет корни в старой тюркской традиции, и, вероятно, в том или ином виде существовал и при Османе I. Смысл церемонии в принесении оммажа (присяги на верность) новому султану. Сохранились сообщения об аналогичном возведении на трон правителей Хулагуидов. Участники подходили к новому султану, целовали ему руку, полу одежды или совершали поклон. Трон и церемония имели особое значение, поскольку до их появления любой принц мог объявить себя султаном. До окончательного оформления церемонии при Баязиде II был прецедент, когда после поражения Баязида I от Тимура в битве при Анкаре в 1402 году многие принцы объявили себя султанами, что привело к периоду междуцарствия (1402—1413).

Трон сопровождал султана при разъездах или военных экспедициях, таким образом, церемония проходила там, где закончились полномочия прежнего султана (по смерти или по отречении). Например, церемония джюлюс, проведённая в Стамбуле для Селима II нуждалась в подтверждении, поскольку Сулейман I умер в Венгрии и трон отсутствовал в Стамбуле. Селим выехал навстречу армии и ему пришлось проходить джюлюс повторно в Белграде. Однако, помимо особых случаев, церемония интронизации обычно проводилась во дворце Топкапы в Стамбуле.

## Церемония
Султаны Османской империи использовали дворец Топкапы как свою королевскую резиденцию в течение 400 лет, с момента его постройки во второй половине 15 века. Второй двор дворца или Алай Мейданы использовался для официальных церемоний. В церемонии участвовали все значимые при дворе персоны. Трон ставился перед третьими воротами, Баб-ус-саадет (Ворота счастья), поскольку двор подходил для многолюдных собраний. Когда все собирались, новому султану сообщали, что все готово для проведении церемонии, и торжественно одетые гости окружали трон. Самые высокопоставленные улемы и визири ждали в зале совета, чтобы появляться оттуда по очереди. Затем султан входил из Баб-ус-саадет  с кизляром-агой по правую руку и капы-агой — по левую. Прежде чем сесть на трон, султан приветствовал служителей дворца; сановники произносили формальное приветствие: «Пусть вы и ваше царство проживёте тысячу лет». В начале церемонии накиб аль-ашраф входил во двор, становился перед султаном и совершал молитву, затем новый султан поднимался, накиб аль-ашраф целовал ему руку, а дворцовые охранники аплодировали. После этого султан возвращался на трон, а накиб аль-ашраф — на своё место у сокровищницы. Один за другим члены двора приносили присягу на верность. Во время приветствий, чтобы не допустить путаницы, члены совета сообщали султану, когда стоять и сидеть, произнося: «Мой султан, вы можете встать» или «Мой султан, вы можете отдохнуть».
Если церемония интронизации проходила за пределами Стамбула, трон устанавливали перед императорским шатром. Так проводилась церемония джюлюс Баязида I на Косовом поле и Селима II в Белграде. А церемонии интронизации Мехмеда II, Ахмеда II (р. 1691—1695), Мустафы II (1695—1703) и Ахмеда III (1703—1730) проходили во дворце в Эдирне. Селим I сверг своего отца, Баязида II и процедура интронизации проходила в то время, когда Баязид ещё был в Топкапы, потому джюлюс Селима тоже проходил у имперского шатра. Как только церемония интронизации заканчивалась, отправлялся глашатай, чтобы объявить о восхождении нового султана на трон. В то же время пушки на Имперском литейном заводе и судах давали залп. Джюлюс, который обычно проводился через два с половиной или три часа после восхода солнца, сопровождался церемонией похорон бывшего султана (если он умер), проводимой в том же месте сразу после полуденной молитвы. В первую пятницу после джюлюса султан посещал одну из своих имперских мечетей, чтобы помолиться. Сразу после этого читалась проповедь и во всех мечетях читалось имя султана. Этот обычай, называемый хутба, и процедура таклиди сеиф (со времён Мурада II) были столь же важными в процессе легализации нового султана, как и присяга на верность.

## Выплаты янычарам
Другим важным аспектом церемонии интронизации был джюлюс бахфифи (тур. Cülûs bahfifi — вступительный бонус). Это обещанное вознаграждение для военных, которые давали присягу. Деньги немедленно распределялись для предотвращения беспорядков. Церемония интронизации Селима II была первоначально проведена в Стамбуле, хотя визири и военные были в Сигетваре, и потребовалась новая церемония. В Белграде, поскольку султан после джюлюса сразу ушёл в имперскую палатку, не выплатив бонуса, янычары потребовали пообещать щедрую выплату, но новый султан не принял их всерьёз. В результате во время въезда в Стамбул янычары подняли бунт, утверждая, что церемония интронизации не состоялась. Визири подверглись нападению, их стащили с лошадей. Конфликт был разрешён только после обещания выплаты и раздачи денег. Требование бонуса за принесение присяги часто приводило к бунтам, особенно когда султаны часто менялись при пустой казне. Помимо вознаграждения и поощрения, предоставляемого военным, также было принято предоставлять подарки государственным сановникам.